# Gustavo Polidor
Gustavo Adolfo Polidor González (Caracas, Distrito Federal, Venezuela, 26 de octubre de 1961-ibidem, 28 de abril de 1995), conocido como Gus Polidor, fue un deportista venezolano, jugador de béisbol, paracorto de las Grandes Ligas de Béisbol que jugó con los California Angels (1985-88), los Milwaukee Brewers (1989-90) y los Florida Marlins (1993).
Sobresaliendo en la defensiva, Polidor también tenía un buen promedio de bateo. Su mejor temporada fue en 1987 con los California Angels, donde bateó 0,263 en promedio. El promedio de su carrera fue de 0,207.
En Venezuela perteneció al personal de los Tiburones de La Guaira desde el año 1980, cuando obtuvo el premio de "Novato del Año". Fue uno de los baluartes de la llamada "guerrilla" del equipo en la década de los 80.
Polidor muere en Caracas en 1995 a la edad de 33 años, cuando intentaron secuestrar a su hijo luego de robarle su vehículo. Sus asesinos fueron juzgados en 2004 y condenados a 25 años de prisión. El 26 de julio de 2018 muere abatido por el CICPC alias "El Hernancito" autor material de la muerte del grandeliga y protagonista del famoso secuestro de Terrazas del Ávila.  
Como homenaje póstumo, el número 14 de su camiseta con los Tiburones de La Guaira fue retirado.
En 1989 vistió la camiseta de las Águilas del Zulia en calidad de refuerzo para la Serie del Caribe de ese año efectuada en Mazatlán, México. En dicha serie, el mencionado equipo se coronaría campeón. Polidor fue campeón de la LVBP en tres oportunidades con el uniforme de la Guaira.

## Estadísticas de bateo
| Año   | Equipo | Juegos | VB  | C  | H  | HR | CE | P     |
| 1985  | CAL    | 2      | 1   | 1  | 1  | 0  | 0  | 0,000 |
| 1986  | CAL    | 6      | 19  | 1  | 5  | 0  | 1  | 0,263 |
| 1987  | CAL    | 63     | 137 | 12 | 36 | 2  | 15 | 0,263 |
| 1988  | CAL    | 54     | 81  | 4  | 12 | 0  | 4  | 0,148 |
| 1989  | MIL    | 79     | 175 | 15 | 34 | 0  | 14 | 0,194 |
| 1990  | MIL    | 18     | 15  | 0  | 1  | 0  | 1  | 0,067 |
| 1993  | FLA    | 7      | 6   | 0  | 1  | 0  | 0  | 0,167 |
| Total |        | 229    | 434 | 33 | 90 | 2  | 35 | 0,207 |

| VB | Veces al bate      | C  | Carreras          |
| H  | Hits               | HR | Home Runs         |
| CE | Carreras empujadas | P  | Promedio de bateo |